# آنرول
آنرَول (به انگلیسی: Unravel) یک بازی ویدئویی در سبک سکوبازی و معمایی است که توسط تیم سوئدی «کلد وود اینتراکتیو» ساخته شده و بوسیلهٔ شرکت الکترونیک آرتس در فوریه ۲۰۱۶ برای مایکروسافت ویندوز، پلی‌استیشن ۴ و ایکس‌باکس وان منتشر شده است. این بازی برای اولین بار در تاریخ ۱۵ ژوئن ۲۰۱۵، در کنفرانس مطبوعاتی الکترونیک آرتس در نمایشگاه رسانه و تجارت ای۳ سال ۲۰۱۵ رونمایی شد. شخصیت اصلی داستان یک موجود کوچک انسان‌انگار به نام یارنی است که از نخ بافته شده است. دنباله‌ای تحت عنوان آنرول دو، در ژوئن ۲۰۱۸ عرضه شد.

## روند بازی
آنرَول یک بازی ویدئویی سکوبازی معمایی دوبعدی است که دربارهٔ شخصیتی ساخته شده از نخ کاموای قرمز رنگ به نام یارنی می‌باشد که با استفاده از نخ‌های بدنش در دنیای بازی به کاوش می‌پردازد. با حرکت کردن یارنی، نخ‌های او از یکدیگر باز شده و بازیکن باید با استفاده از این نخ‌ها معماها را حل کرده و در بازی پیشرفت کند. از دست دادن بیش از حد ریسمان در نهایت منجر به بازشدن نخ و از بین رفتن یارنی خواهد شد. به‌طور مثال یارنی از نخ‌هایش برای تاب خوردن از شیارها، پرواز یک برگ همانند بادبادک و بالارفتن از موانعی همچون درخت استفاده می‌کند. در بازی دشمن یا جانورانی برای مبارزه وجود ندارند و تنها حیواناتی همانند سنجاب و مگس‌ها وجود دارند که در برخی مراحل پیش روی بازیکن قرار می‌گیرند.

## بازتاب‌ها
| گردآورنده  | امتیاز |
| ---------- | ------ |
| گیم‌رنکینگز | ۷۹٫۶۸٪ |
| متاکریتیک  | ۷۸/۱۰۰ |

| ناشر                    | امتیاز      |
| ----------------------- | ----------- |
| الکترونیک گیمینگ مانثلی | ۸٫۵/۱۰      |
| گیم اینفورمر            | ۷٫۷۵/۱۰     |
| گیم رولیشن              | 3/5 ستاره   |
| گیم‌اسپات                | ۷/۱۰        |
| گیمز ریدار+             | 4.5/5 ستاره |
| آی‌جی‌ان                  | ۸٫۳/۱۰      |

آنرَول به محض عرضه پذیرای نقدهای مطلوب و مورد قبولی شد و بسیاری از منتقدان متفق الرأی تصاویر و جلوه‌های بصری، گرافیک، قهرمان اصلی، موسیقی متن، و آوای کلی بازی را از نقات قوت آن ذکر کردند. برخی نظرات منفی نیز مبنی بر کنترل، روند تکراری انواع مختلف معماها و سکوبازی را شامل می‌شدند. این بازی به ترتیب در وبگاه‌های گیم رنکینگز و متاکریتیک با میانگین امتیاز ۷۹٫۶۸٪ و ۷۸ (نسخه پی‌اس۴) و ۷۶٫۱۶٪ و ۷۵ (نسخه اکس‌باکس وان) قرار دارد.